# Шафран
Шафран јест вишегодишња биљка, луковица из породице Iridaceae. Зачин се добија из цвета Crocus sativus. Живописни гримизни жигови (стигме) и стубићи (стилови), звани кончићи или нити, сакупљају се и суше ради употребе као зачина и средства за бојење хране. Шафран, већ дуго међу најскупљим зачинима по маси на свету, вероватно је први пут узгојен у Грчкој или недалеко од ове земље.  је, по свему судећи, форма  која се јавила тако што су у касном бронзаном добу узгајивачи са Крита селективно гајили биљке ради необично дугих стигми. Лагано се раширио у већем делу Евроазије, а касније је донет у делове северне Африке, Северне Америке и Океаније.
Биљка може достићи висину до 30 cm. Нема правога стабла. Шест латица цвета, заједно са два уска листића, расту из подземне гомољасте луковице. Спољне љуске имају жилице, углавном мрежасте. Лишће је узано, линеарно и издужено. Латице су при земљи свијене у ваљкасту цев, а на неколико центиметара од тла шире се у левак. Цветови иначе израстају између листова, с дугом цеви и звонасто раствореном круном од шест једнаких листића; љубичасти су, жућкасти или ружичасти. Тучак је код свих шафрана златнонаранџасте боје и, најчешће, надвисује истобојне прашнике. На врху тучка налази се стигма, жиг или стигма крокуса (лат. croci stigmata) — ’органела’ чији је задатак да прихвата поленова зрнца. Осушени жигови се, поред употребе као зачин и за справљање боја за бојадисање намирница (посебно колача), користе и у медицини. У већој мери, шафран је отрован.
Окус шафрана и јодоформ или резултујући мирис сена потиче од хемикалија пикрокроцин и сафранал. Такође садржи каротеноидни пигмент, кроцин, који даје обогаћену златножуту боју јелима и текстилу. Његова забележена историја је потврђена у асирској ботаничкој расправи насталој под Асурбанипалом у 7. веку п. н. е., а истим се трговало и користило га се већ преко четири миленијума. На Иран отпада приближно 90% светске производње шафрана.

## Етимологија
Реч шафран је турцизам, од тур. safran (од арап. , транслит. ). Могуће је да арапска реч потиче од персијске речи زَرپَران (транслит. zarparân), која дословни значи „златни листови”.

## Врсте
Према времену кад цвета, постоје две основне врсте шафрана:
- јесењи шафран[3] (C. sativus[/rubens]) / ’јесењи крокус’[н. 2] или ’шафранов крокус’ / ’шафран-крокус’[4],[5][6][7][8][н. 3] — са љубичастим[/црвеним] цветом; такође се наводи и домаћи архаични назив сављица[9]
- пролећни шафран (C. vernus) / ’пролећни крокус’[н. 2] или ’џиновски крокус’ / ’холандски крокус’ (енгл. Dutch crocus),[10][11][12][н. 4] — са љубичастим[13] или жутим цветом[14] (може бити и светлолила или чак бели)[13]

У Србији се може пронаћи и пругасти шафран (C. variegatus).

### Опис
| круница  | прашници |
| луковица | стигма   |

Домаћи шафран, Crocus sativus, јесења је вишегодишња цветница која се не налази у дивљини, из породице Iridaceae (перунике/ириси). Вероватно потиче од источномедитеранске јесење биљке Crocus cartwrightianus, која је такође позната као „дивљи шафран” (енгл. wild saffron) и пореклом је са Крита или копненог дела Грчке. Југозападноазијско порекло, иако често навођено као могуће, одбачено је након ботаничког истраживања. Шафран-крокус је по свој прилици резултат подвргавања  подробној вештачкој селекцији узгајивача који су трагали за дужим стигмама.  и  су други могући извори-претече. Као генетски мономорфни клон, лагано се раширио у већем делу Евроазије.
У питању је стерилна триплоидна форма, што значи да три хомологна сета хромозома сачињавају генетски комплемент сваког примерка;  носи осам хромозомних тела по сету, чинећи укупно њих 24. Као стерилни, љубичасти цветови  не успевају да произведу клијаво семе; репродукција зависи од људског фактора, тј. помоћи човека: кластери луковица (енгл. corm — „лукасти корен”), под земљом, налик на гомоље, као органи за чување скроба морају да се ископају, поделе и поново засаде. Луковица преживи једно лето, производећи путем ове вегетативне деобе и до десет „луковичица” (енгл. cormlets) које могу да израсту у нове биљке наредног лета. Компактне луковице су мале, смеђе ’глобуле’ (лоптице) које могу да буду величине 5 cm (2 in) у пречнику, имају равну базу (доњи део) и заоденуте су у густо „ћебе” (енгл. mat) паралелних влакана; овај омотач се зове лукаста туника или туника луковице (енгл. corm tunic). Лукасти корени такође носе и усправна влакна, танка и налик мрежи, која израсту и до 5 cm (2 in) изнад ’врата’ биљке.
Биљка даје 5—11 белих и нефотосинтетичних листова познатих као катафиле. Ове структуре које личе на мембране покривају и штите 5—11 правих листова крокуса док исти пупају и развијају се. Потоњи листови су зелени; танки, равни и налик на оштрицу; у пречнику имају 1—3 mm (0,04—0,12 in); шире се или након што се цветови отворе (хистерантозно) или то чине истовремено док ови цветају (синантозно). Неки сумњају да се катафиле  појављују пре цветања када се биљка залива релативно рано у доба вегетације. Њене цветне осе, или структуре које носе цветове, подржавају брактеје (специјализовани листови) које израстају из цветних стабљика; потоње су познате као петељке. Након естивације у пролеће, биљка избацује своје праве листове — сваки до око 40 cm (16 in) дужине. Само у октобру, након што је већина других цветница ослободила своје семе, развијају се бриљантно обојени цветови шафрана; крећу се у нијансама од пастелне нијансе светлолила до тамније и више пругама ишаране светлољубичасте или боје слеза. Цветови имају сладак медени мирис. По цветању, биљка је висока 20—30 cm (8—12 in) и има до четири листа. Стубићи који се ’рачвају троструко’ (иду на три стране, један од другог) и дужине су 25—30 mm (1,0—1,2 in), изничу из сваког цвета. Сваки ’крак’ завршава живописним гримизним (тамноцрвеним) жигом, који је иначе дистални крај тучка.

### Узгој (култивација)
Crocus sativus, непознат у дивљини, вероватно потиче од врсте Crocus cartwrightianus (ч. „крокус картрајтијанус”). Реч је о триплоиду који је „самонекомпатибилан” и мушки стерилан; подлеже аберантној мејози и стога је неспособан за независну сексуалну репродукцију — све размножавање односно ширење иде путем вегетативног умножавања преко ручног система „подели-и-постави” за почетни клон, или путем међуврсне хибридизације. Иригација је неопходна ако се узгаја ван влажних окружења, као што је случај у Кашмиру где годишња количина кише у просеку износи 1.000—1.500 mm (39—59 in); региони у којима расте у Грчкој (500 mm (20 in) годишње) и Шпанији (400 mm (16 in)) далеко су сушнији од главних узгојних региона у Ирану. Ово је могуће захваљујући тајмингу локалних кишних сезона; оптималне су обилне пролећне кише и сувља лета. Киша непосредно пред цветање поспешује раст односно повећава принос шафрана; кишовито или хладно време током цветања доводи до болести и смањује урод. Стално влажни и топли услови штете усевима, а зечеви, пацови и птице изазивају штету ископавањем луковица. Нематоде, лисна рђа и труљење луковице представљају друге претње. Ипак, инокулација помоћу бактерије Bacillus subtilis може да буде од користи узгајивачима пошто убрзава развој луковице и повећава род жига што се тиче биомасе.
Биљке рађају слабо у сеновитим условима; најбоље расту кад су потпуно изложене сунцу. Поља која имају нагиб према сунчевој светлости су оптимална (дакле, нагиб према јужној страни на северној хемисфери). Садња се углавном врши у јуну на северној хемисфери, где се луковице постављају на 7—15 cm (3—6 in) дубине; корени, стабљике и листови могу да се развију између октобра и фебруара (или септембра и марта). Дубина на којој се засађује и размицање луковица, пратећи климу, критични су фактори који одређују принос. ’Матерње луковице’ које се засаде дубље дају шафран вишег квалитета, мада формирају мање цветних пупољака и нових луковица. Италијански узгајивачи оптимизују род приноса садећи на дубини од 15 cm (6 in) и у редовима размакнутим 2—3 cm (0,8—1,2 in); дубина од 8—10 cm (3—4 in) повољно утиче на добијање цвета и луковице. Грчки, марокански и шпански узгајивачи користе посебне дубине и размаке који одговарају њиховим местима. Уобичајено уздигнута корита помажу бољем одводњавању (дренажи). Органски садржај земљишта је кроз историју поспешиван применом неких 20—30 t ђубрива по хектару. Након тога, а без поновног пођубривања, садиле су се луковице. Након периода мировања током лета, луковице избаце своје уске листове и пупање почне у рану јесен. Цветају само средином јесени, тачније у септембру и октобру (не треба га брати пре 20. септембра, а када се бере то треба радити рано ујутру од. док су цветови затворени а не дању од. кад су отворени). Жетве су нужно брз посао: након што процвате у зору, цветови брзо вену како дан одмиче. Све биљке цветају унутар оквира од једне или две седмице. Жигови се брзо осуше након екстракције (вађења) и по могућности запечате у херметички затворене (непропусне) посуде.
Само свеже убрани цвет доноси просечно 30 mg (0,0011 oz) свежег шафрана, или 7 mg (0,00025 oz) осушеног; отприлике 150 цветова даје 1 g (0,035 oz) сувих кончића (нити, влакана) шафрана; да би се произвело 12 g (0,42 oz) сувог шафрана, потребан је 1 kg (2,2 lb) цветова; 0,45 kg (1 lb) даје 5,7 g (0,2 oz) осушеног шафрана. Да би се прикупио 450 g (1 lb) сувог шафрана неопходно је набрати 50.000—75.000 цветова; килограм изискује 110.000—170.000 цветова. Четрдесет сати рада је потребно да се убере 150.000 цветова.

## Зачин

### Хемија
| β-глукопиранозни дериват |
| шафрански део            |

| β-гентиобиоза | кроцетин |

Шафран садржи више од 150 испарљивих и ароматичних једињења. Такође има много неиспарљивих активних компоненти, од којих су многе каротеноиди (укључујући зеаксантин, ликопен те разне α и β каротене). Како год, шафранова златна жуто-наранџаста боја примарно је резултат α-кроцина. Овај кроцин је транскроцетин ди-(β-D-гентиобиозил) естер; носи систематско (IUPAC) име 8,8-диапо-8,8-каротеноична киселина. Ово значи да је кроцин у основи шафранове ароме дигентобиозни естер каротеноидног кроцетина. Сами кроцини су серије хидрофилних каротеноида који су или моногликозилни или дигликозилни полиенски естери кроцетина. Кроцетин је конјугована полиенска дикарбоксилна киселина која је хидрофобна, а тиме и растворљива у уљу. Када се кроцетин естерификује са две гентиобиозе растворљиве у води, које су шећери, резултат је производ који је сам растворљив у води. Резултујући α-кроцин је каротеноидни пигмент који може да сачињава више од 10% масе сувог шафрана. Две естерификоване гентиобиозе чине α-кроцин идеалним за бојење хране чија је основа вода, као и немасне хране (нпр. пиринчана јела).
Горки глукозид пикрокроцин је одговоран за шафранов окус. Пикрокроцин (хемијска формула: C
16H
26O
7; систематско име: 4-(β-D-глукопираносилокси)-2,6,6-триметилциклохекс-1-ен-1-карбоксалдехид) унија је алдехидног субмолекула познатог као сафранал (систематско име: 2,6,6-триметилциклохекса-1,3-диен-1-карбоксалдехид) и угљеног хидрата. Има инсектицидна и пестицидна својства, а може да сачињава и до 4% сувог шафрана. Пикрокроцин је окрњена верзија каротеноидног зеаксантина који се произведе преко оксидативног цепања, а представља гликозид терпен алдехидног сафранала.
Када се шафран осуши после бербе, топлота — у комбинацији са ензимском акцијом — раздваја пикрокроцин да би се добила -глукоза и слободни молекул сафранала. Сафранал, испарљиво уље, даје шафрану већину његове особене ароме. Сафранал је мање горак него пикрокроцин и може да сачињава и до 70% испарљивог дела сувог шафрана у неким узорцима. Други молекул у основи шафранове ароме је 2-хидрокси-4,4,6-триметил-2,5-циклохексадиен-1-он, који производи мирис описан као шафран (енгл. saffron), попут осушеног сена. Хемичари сматрају да је ово најснажнији фактор који одређује шафранову угодну арому, упркос томе што је присутан у мањој количини него сафранал. Суви шафран је високо осетљив на флуктуирајуће  нивое; журно се распада хемијски у присуству светлости и оксидирајућих агенаса. Стога мора да буде ускладиштен у за ваздух непропусној посуди, да би се минимизирао контакт са атмосферским кисеоником. Шафран је нешто отпорнији на топлоту.

### Класе и3632 категорије
Шафран није увек истог квалитета и јачине. Јачина се повезује са неколико фактора, укључујући количину стубића покупљених заједно са црвеним жиговима. Старост шафрана је такође фактор. Више укључених жигова значи да је шафран мање јак грам за грам, пошто су боја и окус концентрисани у црвеним жиговима. Шафран из Ирана, Шпаније и Кашмира класификује се у различите класе (разреде; по квалитативности) према релативној количини црвених жигова и жутих стубића које садржи. Класе иранског шафрана су: „саргол” (само врхови црвених жигова, најјача класа); „пушал” или „пушали” (црвени жигови плус неколико жутих стубића, мања јачина); „гомиласти” шафран (црвени жигови плус велика количина жутих стубића, налази се у малом снопу налик на минијатурни сноп класја); и „конге” (само жути стубићи, тврди се да има арому али са врло мало или нимало колоритног потенцијала). Класе шпанског шафрана су: „купе” (најјача класа, као ирански саргол); „манча” (као ирански пушал); [према редоследу даљег смањења јачине] „рио”; „стандард”; и „сијера” шафран. У Кашмиру, шафран се углавном класификује у две главне категорије: „монгра” (само жигови); и „лача” (жигови ’причвршћени’ са деловима стубића). Земље које производе мање шафрана немају специјализоване речи за различите класе и можда само производе једну класу. Обртнички произвођачи у Европи и на Новом Зеланду надокнадили су своје високе трошкове радне снаге за жање шафрана циљајући на квалитет, те стога нуде само шафран екстремно високе класе.
Поред описа на основу тога како се бере, шафран се може категорисати и према међународном стандарду  3632 — након лабораторијског мерења садржаја кроцина (одговорног за шафранову боју), пикрокроцина (окус) и сафранала (мирис или арома). Међутим, често нема јасних информација о класама на паковању производа; мало је шафрана већ доступног у УК означено ISO категоријом. Овај недостатак информација отежава купцима при доношењу одлуке око избора и поређењу цена када желе да дођу до одређеног шафрана.
Под ISO 3632, одређивање ’нежигног’ садржаја (енгл. floral waste content — досл. „садржај цветног отпада”) и других небитних материја као што је неоргански материјал (нпр. пепео) такође је кључно. Класификационе стандарде поставља Међународна организација за стандардизацију, федерација националних стандардизационих тела. ISO 3632 се искључиво бави шафраном и утврђује три категорије: III (најслабији квалитет), II (средњи квалитет) и I (најбољи квалитет). Раније је исто тако била и категорија IV, која је била испод категорије III. Узорцима се додељују категорије одмеравањем садржаја кроцина и пикрокроцина у зачину, што откривају мерења специфичне спектрофотометричке апсорбанције. Сафранал се третира мало другачије и уместо да постоје прагови за нивое тј. сваку категорију — узорци морају да дају очитање 20—50 за све категорије.
Ови подаци се мере преко извештаја спектрофотометрије у сертификованим лабораторијама за тестирање широм света. Већа апсорбанција имплицира већи ниво кроцина, пикрокроцина и сафранала, а стога и већи колоритни потенцијал и даље јачину по граму. Очитање апсорбанције кроцина познато је као „колоритна јачина” или „снага бојења” (енгл. colouring strength) шафрана у питању. Шафранова јачина бојења може да буде у распону од мање од 80 (за сваки шафран категорије IV) па све до 200 или више (за категорију I). Најбољи узорци на свету (одабрани, углавном црвено-бордо врхови жигова екстраховани из најфинијих цветова) добијају колоритну јачину већу од 250, што овакав шафран чини преко три пута јачим од онога категорије . Тржишне цене за врсте шафрана произилазе директно из ових ISO категорија. Саргол и купе шафран обично падају у ISO 3632 категорију I. Рио и манча припадају категорији II. На много етикета паковања шафрана, нити ISO 3632 категорија нити колоритна јачина (мера садржаја кроцина) није приказана.
Како год, многи узгајивачи, трговци и потрошачи одбијају овакве бројке лабораторијских тестирања. Неки људи више воле холистички метод узорковања гомилица кончића ради провере окуса, ароме, савитљивости и других особина — на начин сличан оном који практикују искусни кушачи вина. Међутим,  3632 класа и информација о колоритној јачини омогућава потрошачима да изврше моментална поређења квалитета различитих брендова шафрана — без плаћања и узорковања шафран; нарочито, потрошачи могу да срачунају новчану вредност на основу цене по јединици колоритне јачине уместо цене по граму, узев у обзир широк могући распон колоритних јачина које различите врсте шафрана могу да имају.

### Фалсификовање (адултерација)
Упркос покушајима строге контроле квалитета и стандардизације, богата је историја адултерације шафрана — посебно међу јефтинијим класама, што се наставило до савременог доба. Подваљивање је први пут документовано у средњовековној Европи, где су они који су откривени да продају неисправни шафран погубљени под кодексом „Сафраншоу” (изворно „Safranschou”). Типични методи укључују умешање страних супстанци као што је корен цвекле, влакна нара, црвено обојена влакна свиле, или пак безукусни и безмирисни жути прашници шафрана. Други методи укључивали су намочавање нити шафрана неким глутинозним супстанцама као што је мед или биљно уље, да би се повећала њихова маса. Шафран у праху је подложнији адултерацији, а као разблажавајуће допуне користе се куркума, паприка и други зачини у праху. Фалсификовање такође може чинити продаја погрешно етикетираних смеша различитих класа шафрана. Тако је у Индији висококласни кашмирски шафран често продаван измешан са јефтинијим иранским увозним; ове смеше су тако стављане на тржиште као чисти кашмирски шафран, што је кашмирске узгајиваче коштало велики део њихових прихода. Шафраника је честа замена која се понекад продаје као шафран. Зачин је наводно кривотворен коњском гривом, кукурузном свилом или исецканим папиром. Тартразин или сунсет жуто користили су се да се обоји фалсификовани шафран у праху.

### Врсте
Разни узгајивачи шафрана стварају врсте нити које се често регионално дистрибуишу и карактеристично су различите. Варијетети (не варијетети у ботаничком смислу) из Шпаније, укључујући робне марке „Шпански Супериор” и „Крем”, генерално су блаже у боји, окусу и ароми; класификују се према стандардима које је наметнула влада. Италијански варијетети су мало више потентни од шпанских. Најинтензивнији варијетети имају тенденцију да буду ирански. Различити „бутик” усеви су доступни са Новог Зеланда, из Француске, Швајцарске, Уједињеног Краљевства (Енглеске), САД и других земаља — неки од њих су органски гајени. У САД, пенсилванијски холандски шафран — познат по својим „земљаним” особинама — продаје се у малим количинама.
Потрошачи могу да сматрају одређене врсте „премијум” квалитета. „Аквила” шафран, или „цаферано дел’Аквила”, дефинише висок садржај сафранала и кроцина, својствен облик жига, необично оштра арома и јака боја; узгаја се искључиво на осам хектара у Навели долини италијанског региона Абруцо, у близини Л’Аквиле. Први пут се нашао у Италији након што га је донео доминикански монах из Шпаније у ери инквизиције. Али, највећа култивација шафрана у Италији је у Сан Гавино Монреалеу (Сардинија), где га се узгаја на 40 хектара — ово представља 60% италијанске производње; такође има необично висок садржај кроцина, пикрокроцина и сафранала. Други је „монгра” или „лача” шафран из Кашмира, који је међу групом до које купци најтеже долазе. Понављане или учестале суше, биљне ваши и пропали усеви у Кашмиру надовезали су се на индијску забрану извоза, што је допринело претерано високим ценама у иностранству. Кашмирски шафран је препознатљив по својој тамној бордо-љубичастој нијанси боје; спада међу најтамније на свету, што упућује и на јак окус, арому и ефекат бојења.

## Трговина
Скоро сав шафран расте у појасу од Шпаније на западу до Индије на истоку. Остали континенти, осим Антарктика, производе мање количине. Године 2014, 250  је произведено у целом свету. Иран је заслужан за око 90% глобалне производње, а већину свог шафрана извози. Неколико иранских источних и југоисточних провинција, укључујући Фарс, Керман и оне у региону Хорасан, сакупи већину модерне глобалне производње. Године 2005, другорангирана Грчка произвела је 5,7 t, док су Мароко (берберски регион Талјујн) и Индија (регион Кашмир) поделили треће место производњом од по 2,3 .
Последњих година, узгој у Авганистану се повећао. Азербејџан, Мароко и Италија су, у опадајућем редоследу, мањи произвођачи. Прекомерно високи трошкови радне снаге и засићење обилним увозом из Ирана значи да само одабрана места настављају мучну жетву у Аустрији, Немачкој и Швајцарској — међу њима и швајцарско село Мунд, чији је годишњи учинак неколико килограма. Производња шафрана на микронивоу може да се примети у Аустралији (углавном држава Тасманија), Кини, Египту, деловима Енглеске, Француској, Израелу, Мексику, Новом Зеланду, Шведској (Готланд), Турској (углавном око града Сафранболуа), САД (Калифорнија и Пенсилванија) и Централној Африци.
Цене шафрана у продаји на велико и мало крећу се у распону 1.100—11.000 долара по килограму (или 1,1—11 $/), тј. 500—5.000 долара по фунти (или 31,2—312 $/). У западним земљама просечна малопродајна цена 1974. године била је 2.200 долара по килограму (или 2,2 $/), тј. 1.000 долара по фунти (или 62,5 $/). У фебруару 2013, малопродајна боца са 1,7 g могла је да се купи за 16,26 $ — што је еквивалентно 9,56 $/; или најмање за око 4,41 $/ у већим количинама. Пошто се плаћа и до 65 $ за грам семена највишег квалитета, шафран може да буде скупљи и од племенитих метала. Грам садржи између 150 и 440 жигова. Живописан гримизни колорит, мала влажност, еластичност и одсуство остатака откинутих кончића све су особине свежег шафрана.
Шафран је најскупљи (по маси међу најскупљим) и најтраженији зачин на свету, неретко познат и као црвено злато.

## Употреба
Арому шафрана зналци често описују као такву да подсећа на метал и мед са примесом суве траве или сена, док се за окус такође тврди да је налик на сено али сладак. Шафран такође даје блиставу жуто-наранџасту боју храни. У широкој је употреби у персијској, индијској, европској и арапској кухињи. Кондиторски производи и ликери често садрже шафран. Шафран се користи у разним јелима, од украшеног пиринача и кореша у Ирану, миланезе рижота у Италији, паеља у Шпанији, бујабеса у Француској, до бирјанија са разним месним прилозима у Јужној Азији. Једна од најистакнутијих употреба шафрана је у припреми „златне шунке”, драгоцене лагано сушене шунке са шафраном из Сан Ђимињана. Уобичајене замене за шафран укључују шафранику (лат. Carthamus tinctorius; често се продаје као „португалски шафран” или açafrão), анато и куркуму (лат. Curcuma longa). Шафран је идентификован као „E164” у E-бројевном систему адитива за храну у Европској унији, али тренутно је ова ознака важећа само у САД.
Шафран има дугу историју употребе у традиционалној медицини. Шафран се такође користио као бојило за тканине, посебно у Кини и Индији; такође је употребљаван и у парфимерији.

### Исхрана
Осушени шафран сачињава 12% вода, 65% угљени хидрати, 6% масти и 11% протеини. (табела)
При поређењу с другим зачинима или сушеном храном, нутритивни садржај осушеног шафрана показује богатство хранљивим вредностима а посебно Б витаминима и дијететским минералима. (табела) У порцији од једне супене кашике (око 2 g), најзначајније је велико присуство мангана од 28% препорученог дневног уноса; остали нутријенти су незнатни. (табела)

### Истраживање
Једна лимитирана метаанализа довела је до закључка да је шафран као суплемент олакшао симптоме код пацијената са тешким депресивним поремећајима, а преглед је показао да је помогао код благе до умерене депресије.

## Историја
Документована историја узгајања шафрана обухвата више од три миленијума. Дивља претеча домаћег шафрана је вероватно Crocus cartwrightianus. Ако је  мутирана форма , онда је могуће да је настала тако што су људи-узгајивачи селективно гајили примерке ради необично дугих жигова — на Криту у касном бронзаном добу. Полагано се раширио већим делом Евроазије, а касније је донет и у делове северне Африке, Северне Америке и Океаније.

### Исток
Шафран је описан у асирској ботаничкој расправи из 7. века п. н. е., која је настала за време владавине Асурбанипала. Документација употребе шафрана током раздобља од 3.500 година је откривена. Пигменти на бази шафрана су заиста пронађени на 50.000 година старим цртежима преисторијских места у северозападном Ирану. Сумерци су касније користили самоникли (дивљи) шафран у својим лековима и магичним напицима. Шафран је био предмет трговине на даљину пре успона културе Минојаца у 2. миленијуму п. н. е. Древни Персијанци су до 10. века п. н. е. узгајали персијски шафран у Дербени, Исфахан (данас Иран); и Хорасану (данас Авганистан). На оваквим местима, кончићи шафрана су се ткали у текстил, ритуално нудећи исти божанствима; такође је коришћен као бојило, у парфемима, за лекове, те ради прања тела. Жигови шафрана би тако били расути преко кревета и мешани у топле чајеве у сврху лечења налета меланхолије. Такође, неперсијанци су се прибојавали тога што Персијанци користе шафран као агенс за дрогирање и афродизијак. Током азијских кампања, Александар Велики је користио персијски шафран за своје инфузије, пиринач и купке — да би лечио ране задобијене у биткама. Александрове трупе су опонашале оно што раде Персијанци и донеле шафранске купке у Грчку.
Сукобљене теорије објашњавају долазак шафрана у Јужну Азију. Кашмирци и Кинези рачунају да је датум доношења било када у периоду пре 2.500—900 година. Историчари који проучавају древне персијске списе датирали су доношење у време пре 500. п. н. е., приписавши га персијском пресађивању луковица шафрана да би се снабдели нови вртови и паркови. Феничани су потом трговали кашмирским шафраном као бојилом и лековитим средством за меланхолију. Његова употреба у храни и као бојила накнадно се проширила у Јужној Азији. Будистички монаси носе хаљине боје шафрана; међутим, хаљине нису обојене скупоценим шафраном већ куркумом, јефтинијим бојилом; или џекфрутом (нангка). Хаљине монаха су обојене у исту боју да би се показала међусобна једнакост, а куркума или боја окера је била најјефтинија те најлакше доступно бојило. Сада се користи гумигут (гамбоџ) за бојење хаљина.
Неки историчари верују да је шафран дошао у Кину преко монголских нападача из Персије. Али шафран се помиње у древним кинеским медицинским текстовима, укључујући четрдесеттомну фармакопеју наслова „Шенонгов велики хербал” (упрош: 神农本草经; трад: 神農本草經; пин: Shénnóng běncǎo jīng; такође је позната и као „Пен цао” или „Пун цао”); релевантни том датира из 300—200. п. н. е. Традиционално приписиван чувеном јан (ватра) цару (кин: 炎帝; пин: Yándì) Шенонгу, хербал расправља о 252 медицинска лечења заснована на фитохемији а за разне поремећаје. Ипак, око 3. века нове ере Кинези су признавали да шафран има кашмирско порекло. Према кинеском травару Ван Џену, „[с]таниште шафрана је у Кашмиру, где га људи узгајају првенствено да би га понудили Буди”. Ван је такође коментарисао како је коришћен у то време: „Цвет вене након неколико дана, а онда се долази до шафрана. Цени га се због његове једнообразне жуте боје. Може да се користи за ароматизацију вина.”

### Шири Блиски исток
Минојци су цртали шафран на фрескама у својој палати, 1600—1500. п. н. е.; указали су на могућу употребу као терапеутског лека. Древне грчке легенде говоре о морским путовањима до Киликије, где су авантуристи тражили оно за шта су веровали да су највреднији кончићи на свету. Друга легенда прича о Крокусу и Смилаксу, при чему је Крокус зачаран и претворен у први шафран-крокус. Древни парфимери у Египту, лекари у Гази, сељани на Родосу, те грчке  куртизане користили су шафран у својим мирисним водама, парфемима и ’потпурима’, маскарама и ’помастима’, ’божанским понудама’, те медицинском лечењу.
У касном птолемејском Египту, Клеопатра је користила шафран у својим купкама тако да вођење љубави буде угодније. Египатски исцелитељи су користили шафран као лек за све врсте гастроинтестиналних обољења. Шафран је такође коришћен као бојило за тканине у таквим левантским градовима попут Сидона и Тира у Либану. Ауло Корнелије Целзо је преписивао шафран у лековима за ране, кашаљ, колику и шугу, те у митридатијуму.

### Западна Европа
Шафран је био значајан састојак у одређеним римским рецептима; примери су џузел и кондитум. Љубав Римљана према шафрану је била толика да су га римски колонизатори узели са собом када су се населили у јужну Галију, где је у великој мери узгајан све до пада Рима. Овим падом, узгајање шафрана у Европи је опало. Супротстављене теорије кажу да се шафран тек вратио у Француску преко Мавара у 8. веку нове ере, односно са Авињонским папством у 14. веку нове ере. Слично тако, ширење исламске цивилизације можда је помогло поновном увођењу усева у Шпанији и Италији.
Црна смрт из 14. века изазвала је нагли пораст потражње лекова на бази шафрана, а Европа је увозила велике количине кончића преко венецијских и ђеновских бродова са јужног и медитеранског копна (нпр. Родос). Пљачка једне такве пошиљке од племића била је повод за избијање четрнаест седмица вођеног Шафранског рата. Конфликт и резултујући страх од осионог пиратства са шафраном подстакли су садњу луковица у Базелу; тиме је почео да се успешно узгаја. Усев се потом проширио у Нирнберг, где је ендемска и неспретна адултерација довела до кодекса „Сафраншоу” (изворно „”) — при чему су кривци различито кажњавани, затварани и погубљивани. У међувремену, култивација је настављена у јужној Француској, Италији и Шпанији.
Пијачни град односно трговиште Сафрон Волден у Атлсфорду (Есекс) име је добио по својој новој посебној култури, а настао је као примарни центар за узгајање и трговину шафраном у 16. и 17. веку; узгајање је потом обустављено, а шафран је поново враћен овде око 2013. године — као и у неке друге делове УК (нпр. Чешир).

### Америке
Европљани су увели шафран у Америке када су имигрантски чланови Цркве Швенкфелдер напустили Европу са пртљажником у којем су биле његове луковице. Чланови цркве су га узгајали увелико у Европи. До 1730, пенсилванијски Холанђани су узгајали шафран широм источне Пенсилваније. Шпанске колоније на Карибима донеле су велике количине овог новог америчког шафрана, а висока потражња осигурала је да цена шафрана на списку за размену робе у Филаделфији буде једнака оној злата. Трговина с Карибима се касније урушила током последица Рата из 1812, када су многа пловила која су носила шафран уништена и потопљена. Опет, пенсилванијски Холанђани су наставили да узгајају мање количине шафрана за локалну трговину и употребу у колачима, нудлама и јелима са пилетином или пастрмком. Узгајање шафрана у Америци опстало је до савременог доба, углавном у Округу Ланкастер (Пенсилванија).

## Галерија
- Crocus sativus
- Поље у Ирану
- Корпа цвећа
- Пчела у цвету
- Цаферано а Навели
- C. sativus
- Crocus vernus
- Поље у Босни
- Бели и љубичасти
- Пчела на цвету
- Шатирани у Кју гарденсу
- C. vernus

### Цитирана библиографија
Dalby, A. (2002). Dangerous Tastes: The Story of Spices (1. изд.). University of California Press. ISBN 978-0-520-23674-5. Приступљено 8. 3. 2018.
Deo, B. (2003). „Growing Saffron—The World's Most Expensive Spice” (PDF). Crop and Food Research. New Zealand Institute for Crop and Food Research (20). Архивирано из оригинала (PDF) 27. 12. 2005. г. Приступљено 8. 3. 2018.
Hill, T. (2004). The Contemporary Encyclopedia of Herbs and Spices: Seasonings for the Global Kitchen (1. изд.). Wiley. ISBN 978-0-471-21423-6.
Husaini, Amjad (2010). Saffron. United Kingdom / Japan: Global Science Books. ISBN 978-4-903313-67-2. Архивирано из оригинала 7. 3. 2018. г. Приступљено 7. 3. 2018.
Kafi, M.; Koocheki, A.; Rashed, M. H.; Nassiri, M., ур. (2006). Saffron (Crocus sativus) Production and Processing (1. изд.). Science Publishers. ISBN 978-1-57808-427-2. Приступљено 8. 3. 2018.
Leffingwell, J. C. (2002). „Saffron” (PDF). Leffingwell Reports. Leffingwell & Associates. 2 (5). Архивирано (PDF) из оригинала 8. 3. 2018. г. Приступљено 8. 3. 2018.
McGee, H. (2004). On Food and Cooking: The Science and Lore of the Kitchen. Scribner. ISBN 978-0-684-80001-1. Приступљено 8. 3. 2018.
Negbi, M., ур. (1999). Saffron: Crocus sativus L. CRC Press. ISBN 978-90-5702-394-1. Приступљено 8. 3. 2018.
Rau, S. R. (1969). The Cooking of India. Foods of the World. Time-Life Books. ISBN 978-0-8094-0069-0.
Russo, E.; Dreher, M. C.; Mathre, M. L. (2003). Women and Cannabis: Medicine, Science, and Sociology (1. изд.). Psychology Press. ISBN 978-0-7890-2101-4.
Willard, P. (2002). Secrets of Saffron: The Vagabond Life of the World's Most Seductive Spice. Beacon Press. ISBN 978-0-8070-5009-5. Приступљено 8. 3. 2018.
Гостушки, Риста (1973). Лечење лековитим биљем (6. изд.). Београд: Народна књига. Архивирано из оригинала 7. 3. 2018. г. Приступљено 7. 3. 2018.